# Хутор (Хмельницкая область)
Хутор (укр. Хутір) — село в Шепетовском районе Хмельницкой области Украины.
Население по переписи 2001 года составляло 742 человек. Почтовый индекс — 30411. Телефонный код — 3840. Занимает площадь 0,151 км². Код КОАТУУ — 6825583203.

## Местный совет
30411, Хмельницкая обл., Шепетовский р-н, с. Корчик, ул. Ленина, 2